# Franco Soldano
Franco Soldano (Córdoba, Argentina; 14 de septiembre de 1994) es un futbolista argentino. Juega como delantero y su primer equipo fue Unión de Sunchales. Actualmente se encuentra en Juventud Las Piedras de la Primera División de Uruguay.

## Trayectoria

### Unión de Sunchales
Franco Soldano se inició futbolísticamente en Unión de Sunchales y con apenas 15 años fue promovido al plantel profesional por el entrenador Rubén Forestello. Hizo su debut con la camiseta del Bicho Verde en 2011 pero su explosión se produjo en la temporada 2013/14, cuando convirtió 22 goles entre el Torneo Argentino B y la Copa Argentina; esto despertó el interés de varios clubes pero fue Unión de Santa Fe quien se hizo con los servicios del jugador.

### Unión de Santa Fe
Llegó a Unión a mediados de 2014 como una apuesta a futuro y si bien integró el plantel que logró el ascenso, solamente jugó 4 partidos a lo largo del semestre y todos ellos ingresando desde el banco de suplentes.
Ya en Primera División comenzó a tener más continuidad y el 20 de julio de 2015 convirtió sus primeros dos goles con la camiseta rojiblanca en la victoria 2-1 ante Argentinos Juniors. El 19 de marzo de 2016 empezó a meterse en el corazón del hincha al marcar el segundo de los tres goles con los que Unión le ganó como visitante 3-0 a Colón en una nueva edición del clásico santafesino. Lamentablemente para él, en la fecha siguiente sufrió una rotura de ligamento que lo alejó de las canchas por varios meses.
En la temporada 2017/18, con el regreso de Leonardo Madelón a la dirección técnica, se afianzó como titular y conformó una gran dupla de ataque junto a Lucas Gamba. El 12 de mayo de 2018 grabó su nombre en la historia grande de Unión al convertir el único gol en la victoria 1-0 ante Independiente que le permitió al club clasificar por primera vez a una copa internacional.

### Olympiakos
En enero de 2019 fue presentado oficialmente como nuevo jugador de Olympiakos. Allí estuvo solamente el primer semestre del año, no contó con demasiado rodaje y apenas convirtió un gol por Copa de Grecia.

### Boca Juniors
El 12 de agosto de 2019 se confirma su llegada a Boca Juniors a préstamo por una temporada. Pocos días después marcó por primera vez con la camiseta azul y oro en la victoria 1-0 sobre Banfield; el gol fue a los 19 segundos del PT, rompiendo así varios récords. Con el equipo xeneize se consagró campeón de la Superliga Argentina 2019/20 y de la primera edición de la Copa de la Liga Profesional.

### Fuenlabrada
Tras finalizar su préstamo en Boca Juniors, a mediados de 2021 regresó a Olympiakos pero al no ser tenido en cuenta el club dueño de su pase decidió cederlo nuevamente, esta vez a Fuenlabrada de la Segunda División de España. El vínculo es por una temporada con opción de compra.
El 10 de febrero de 2022, el club madrileño y el jugador llegan a un acuerdo para poner fin a la cesión.

### Gimnasia y Esgrima La Plata
El 11 de febrero de 2022 firma por Gimnasia y Esgrima La Plata de la Primera División Argentina, comprando el 50% del pase en 350 mil dólares a Olympiakos y se le podrían sumar 50.000 dólares más si se cumplen determinada cantidad de partidos y goles.

### Unión La Calera
Tras rescindir su contrato con Gimnasia y Esgrima La Plata, en enero de 2024 se transformó en refuerzo de Unión La Calera de Chile.

### Defensor Sporting
En enero del 2025 llega en condición de libre a Defensor Sporting de Uruguay.

## Clubes
- Actualizado al 2 de agosto de 2025

| Club | Div.                | Temporada           | Liga | Liga | Liga | Copa Nacional(1) | Copa Nacional(1) | Copa Nacional(1) | Copa Internacional(2) | Copa Internacional(2) | Copa Internacional(2) | Total | Total | Total | Total |
| Club | Div.                | Temporada           | PJ   | G    | A    | PJ               | G                | A                | PJ                    | G                     | A                     | PJ    | G     | A     | Prom. |
| --- | ------------------- | ------------------- | ---- | ---- | ---- | ---------------- | ---------------- | ---------------- | --------------------- | --------------------- | --------------------- | ----- | ----- | ----- | ----- |
| Unión (S) Argentina | 3.ª                 | 2011/12             | 2    | 0    | 0    | 1                | 0                | 0                | -                     | -                     | -                     | 3     | 0     | 0     | 0,00  |
| Unión (S) Argentina | 4.ª                 | 2012/13             | 19   | 4    | 0    | 1                | 0                | 0                | -                     | -                     | -                     | 20    | 4     | 0     | 0,20  |
| Unión (S) Argentina | 4.ª                 | 2013/14             | 26   | 19   | 0    | 6                | 3                | 0                | -                     | -                     | -                     | 32    | 22    | 0     | 0,69  |
| Unión (S) Argentina | Total               | Total               | 47   | 23   | 0    | 8                | 3                | 0                | -                     | -                     | -                     | 55    | 26    | 0     | 0,47  |
| Unión Argentina | 2.ª                 | 2014                | 4    | 0    | 0    | -                | -                | -                | -                     | -                     | -                     | 4     | 0     | 0     | 0,00  |
| Unión Argentina | 1.ª                 | 2015                | 18   | 2    | 0    | 2                | 0                | 0                | -                     | -                     | -                     | 20    | 2     | 0     | 0,10  |
| Unión Argentina | 1.ª                 | 2016                | 7    | 1    | 0    | -                | -                | -                | -                     | -                     | -                     | 7     | 1     | 0     | 0,14  |
| Unión Argentina | 1.ª                 | 2016/17             | 20   | 6    | 1    | 2                | 0                | 0                | -                     | -                     | -                     | 22    | 6     | 1     | 0,27  |
| Unión Argentina | 1.ª                 | 2017/18             | 27   | 11   | 3    | 3                | 1                | 0                | -                     | -                     | -                     | 30    | 12    | 3     | 0,40  |
| Unión Argentina | 1.ª                 | 2018/19             | 14   | 2    | 0    | 1                | 0                | 0                | -                     | -                     | -                     | 15    | 2     | 0     | 0,13  |
| Unión Argentina | Total               | Total               | 90   | 22   | 4    | 8                | 1                | 0                | -                     | -                     | -                     | 98    | 23    | 4     | 0,23  |
| Olympiakos · Grecia | 1.ª                 | 2018/19             | 6    | 0    | 2    | 3                | 1                | 2                | -                     | -                     | -                     | 9     | 1     | 4     | 0,11  |
| Olympiakos · Grecia | Total               | Total               | 6    | 0    | 2    | 3                | 1                | 2                | -                     | -                     | -                     | 9     | 1     | 4     | 0,11  |
| Boca Juniors Argentina | 1.ª                 | 2019/20             | 13   | 2    | 2    | 0                | 0                | 0                | 3                     | 0                     | 0                     | 16    | 2     | 2     | 0,13  |
| Boca Juniors Argentina | 1.ª                 | 2020                | -    | -    | -    | 9                | 1                | 0                | 8                     | 0                     | 0                     | 17    | 1     | 0     | 0,06  |
| Boca Juniors Argentina | 1.ª                 | 2021                | -    | -    | -    | 13               | 2                | 0                | 5                     | 0                     | 0                     | 18    | 2     | 0     | 0,11  |
| Boca Juniors Argentina | Total               | Total               | 13   | 2    | 2    | 22               | 3                | 0                | 16                    | 0                     | 0                     | 51    | 5     | 2     | 0,10  |
| Fuenlabrada · España | 2.ª                 | 2021/22             | 14   | 0    | 0    | 2                | 1                | 0                | -                     | -                     | -                     | 16    | 1     | 0     | 0,06  |
| Fuenlabrada · España | Total               | Total               | 14   | 0    | 0    | 2                | 1                | 0                | -                     | -                     | -                     | 16    | 1     | 0     | 0,06  |
| Gimnasia (LP) Argentina | 1.ª                 | 2022                | 27   | 1    | 1    | 15               | 3                | 0                | -                     | -                     | -                     | 42    | 4     | 1     | 0,10  |
| Gimnasia (LP) Argentina | 1.ª                 | 2023                | 20   | 1    | 2    | 10               | 0                | 0                | 6                     | 0                     | 0                     | 36    | 1     | 2     | 0,03  |
| Gimnasia (LP) Argentina | Total               | Total               | 47   | 2    | 3    | 25               | 3                | 0                | 6                     | 0                     | 0                     | 78    | 5     | 3     | 0,06  |
| Unión La Calera · Chile | 1.ª                 | 2024                | 28   | 3    | 0    | 1                | 0                | 0                | 6                     | 0                     | 0                     | 35    | 3     | 0     | 0,09  |
| Unión La Calera · Chile | Total               | Total               | 28   | 3    | 0    | 1                | 0                | 0                | 6                     | 0                     | 0                     | 35    | 3     | 0     | 0,09  |
| Defensor Sporting · Uruguay | 1.ª                 | 2025                | 6    | 0    | 0    | -                | -                | -                | 2                     | 0                     | 0                     | 8     | 0     | 0     | 0,00  |
| Defensor Sporting · Uruguay | Total               | Total               | 6    | 0    | 0    | -                | -                | -                | 2                     | 0                     | 0                     | 8     | 0     | 0     | 0,00  |
| Juventud Las Piedras · Uruguay | 1.ª                 | 2025                | 1    | 0    | 0    | -                | -                | -                | -                     | -                     | -                     | 1     | 0     | 0     | 0,00  |
| Juventud Las Piedras · Uruguay | Total               | Total               | 1    | 0    | 0    | -                | -                | -                | -                     | -                     | -                     | 1     | 0     | 0     | 0,00  |
| Total en su carrera | Total en su carrera | Total en su carrera | 252  | 52   | 11   | 69               | 12               | 2                | 30                    | 0                     | 0                     | 351   | 64    | 13    | 0,18  |
| (1) Incluye Copa Argentina, Copa de Grecia, Copa de la Superliga, Copa de la Liga Profesional y Copa del Rey (2) Incluye Copa Libertadores y Copa Sudamericana |                     |                     |      |      |      |                  |                  |                  |                       |                       |                       |       |       |       |       |

## Palmarés

### Campeonatos nacionales
| Título           | Club         | País      | Año  |
| ---------------- | ------------ | --------- | ---- |
| Primera División | Boca Juniors | Argentina | 2020 |
| Copa de la Liga  | Boca Juniors | Argentina | 2021 |
| Copa Argentina   | Boca Juniors | Argentina | 2021 |